# Trade – Willkommen in Amerika
Trade – Willkommen in Amerika (Trade) ist ein deutsch-amerikanischer Spielfilm aus dem Jahr 2007, in dem u. a. Kevin Kline mitwirkt. Der Film wurde von Roland Emmerich und Rosilyn Heller produziert und die Regie führte Marco Kreuzpaintner. Der Film wurde erstmals am 23. Januar 2007 auf dem Sundance Film Festival gezeigt und lief in den USA am 28. September 2007 in ausgewählten Kinos an. Der Kinostart in Deutschland erfolgte am 18. Oktober. Der Film beschäftigt sich mit den Themen moderner Sklaverei, Sex-Sklaverei, Zwangsprostitution und internationalem Menschenhandel.
In Deutschland wurde der Film auf der Frankfurter Buchmesse in Gegenwart von Regisseur Marco Kreuzpaintner und Produzent Roland Emmerich am 12. Oktober 2007 gezeigt und mit dem Hessischen Filmpreis in der Kategorie Cinema for Peace Special Award ausgezeichnet.

## Handlung
In Mexiko-Stadt wird die 13-jährige Adriana, die mit ihren Geschwistern und ihrer Mutter in einem armen Viertel lebt, auf offener Straße von Menschenhändlern entführt. Sie soll mit einigen anderen Kindern aus Mexiko sowie einem kleinen thailändischen Jungen und der über eine Arbeitsvermittlung gekommenen jungen Polin Veronica zusammen in die Vereinigten Staaten geschleust und dort als Sex-Sklavin verkauft werden. Die Kidnapper vergewaltigen die Polin vor den Augen der anderen Kinder, um deren Willen zu brechen. Den übrigen entführten Mädchen tun sie jedoch nichts an, um sie später als jungfräulich zu verkaufen; dies steigert ihren Wert im Menschenhandel.
Jorge, der 17-jährige Bruder Adrianas, der davon lebt, mit zwei Freunden zusammen Sex-Touristen auszurauben, sucht seine Schwester und kommt den Menschenhändlern auf die Spur. Er verfolgt sie mit einem gestohlenen Auto bis zu einem kleinen Ort nahe der US-amerikanischen Grenze, wo ihm das Benzin ausgeht und er die Spur verliert.
Die Entführer versuchen, ihre Opfer illegal über die Grenze zu bringen, was erst beim zweiten Versuch gelingt. Denn beim ersten Mal wird die Gruppe von der amerikanischen Grenzpolizei gefasst und in ein Auffanglager gebracht. Vorher wurden die Entführten von den Kidnappern mit Drohungen gegen ihre Familien eingeschüchtert. Auch die Polizei will nicht glauben, dass sie entführt worden sind. Folglich werden sie wieder nach Mexiko zurückgebracht, wo die Kidnapper schon auf sie warten.
Jorge will ebenfalls in die USA. Er hat von einem Mafiaboss in Mexiko-Stadt erfahren, dass der Kinderhändlerring von New Jersey aus operiert. Um über die Grenze zu gelangen, versteckt er sich im Kofferraum eines amerikanischen Autos. Wie sich herausstellt, gehört das Auto ausgerechnet dem Polizisten Ray Sheridan. Gegen Ende des Films wird klar, dass Ray eine ihm zunächst unbekannte uneheliche Tochter hatte. Diese wurde von ihrer Mutter zur Finanzierung ihrer Drogensucht offenbar an Menschenhändler verkauft. Deshalb hielt sich Ray, der sonst im Betrugsdezernat arbeitet, an dem Ort in Mexiko auf, wo Jorge sich in seinem Auto versteckt hielt. Zunächst hat Ray Zweifel an der Geschichte Jorges, dieser kann ihn aber schließlich von der Entführung seiner Schwester überzeugen. Deshalb fahren beide gemeinsam nach New Jersey.
Tatsächlich ist dies das Ziel der Gangster. Auf dem Weg dorthin verdienen diese sich zusätzlich Geld, indem sie Adriana und Veronica auf Autobahnraststätten zur Prostitution zwingen, wobei Adriana nur für Oralverkehr zur Verfügung steht, da sie ja jungfräulich verkauft werden soll. Unterwegs flüchten Adriana und Veronica. Die junge Polin ruft von einem öffentlichen Telefon auf einer Straße ihre Mutter an und erfährt, dass die Menschenhändler ihren kleinen Sohn geholt haben. Während dieses Telefonats werden die beiden von den Gangstern entdeckt und wieder in deren Wagen gezerrt. Sie fahren in die Berge über der Stadt. Einer der Menschenhändler schickt sich an, Veronica für ihre Flucht zu bestrafen, indem er sie mit seinem Gürtel schlägt. Doch diese stürzt sich einen Felsen herab in den Tod.
In New Jersey angekommen, wendet sich Ray an die örtliche Polizei, die aber, obwohl sie das Operationszentrum der Bande beobachtet, nichts unternehmen will, um die Ermittlungen gegen das gesamte Netz nicht zu gefährden. Jorge entdeckt im Internet eine Auktion, bei der seine 13-jährige Schwester Adriana zum Verkauf ansteht. Ray bietet in Absprache mit Jorge unter Decknamen mit, bei $ 32.000 bekommt er den Zuschlag. 
Die Übergabe läuft jedoch nicht wie geplant, denn die Menschenhändler sind misstrauisch. Ray muss das Geld abgeben und in das Auto der Bande steigen. Bevor er umsteigt, zieht er unbemerkt den Kofferraumhebel seines Wagens. Auch lässt er den Zündschlüssel stecken. Als die Gangster mit Ray wegfahren, springt Jorge aus dem Kofferraum, setzt sich ans Steuer und nimmt die Verfolgung auf.
Als Ray das Haus betritt, trifft er die junge Frau Laura, die als Vermittlerin für den Menschenhandel arbeitet. Die Frau hat große grüne Augen, wie seine vermeintliche Tochter auf den Fotos, die er Jorge bei einem vertraulichen Gespräch in einem Motel bei einem Zwischenstopp zeigt. Auch der Mutter des Kindes, Alma, sieht die Frau sehr ähnlich. 
Um zu beweisen, dass er kein Polizist ist, wird Ray im Haus der Bande aufgefordert, in einem Schlafzimmer Adriana zu entjungfern. Allein mit der verängstigten 13-Jährigen erklärt er ihr, er sei ein Freund ihres Bruders Jorge. Adriana geht ins Badezimmer, wo sie sich eine kleine Wunde zufügt. Sie träufelt mehrere Blutstropfen auf das Bettlaken, um den Eindruck er erwecken, sie sei tatsächlich von Ray entjungfert worden. Einer der Menschenhändler ertappt die beiden jedoch bei ihrem Vorhaben. Gerade als er seiner Komplizin von der Täuschung erzählen will, erinnert ihn Adriana daran, dass Veronicas Augen ihn beobachten und es nicht zu spät sei, alles wieder gut zu machen. Von diesen Worten mitgenommen, wendet er sich ab und deckt die beiden, so dass sie gehen können. 
Als Ray und Adriana das Haus verlassen, stürzt sich Jorge mit einem Brecheisen auf einen der Gangster und schlägt ihn nieder. Doch die Führerin der Bande zieht eine Pistole. Wenige Sekunden später stürmt eine Sondereinheit der Polizei das Haus und befreit viele Kinder, die noch im Keller versteckt waren.
Ob Laura tatsächlich Rays verschwundene Tochter Carly ist, die damals von ihrer Mutter an Menschenhändler verkauft wurde, wird nicht bestätigt. Doch Ray scheint seine Antworten bekommen zu haben, da auch er seine Suche ruhen lässt.
Ray will Jorge und Adriana die $ 32.000 schenken. Jorge nimmt das Geld zunächst an, legt es aber anschließend unbemerkt in Rays Wagen. Jorge kehrt mit Adriana nach Mexiko-Stadt zu seiner Mutter zurück. Der Film endet damit, dass Jorge den Mann, der für die Entführung verantwortlich war, mit einem Messer ersticht und auf der Straße liegen lässt. Die letzte Einstellung zeigt Jorge, der sich schockiert umdreht, als ein kleiner Junge weinend zu seinem toten Vater läuft, den eben erstochenen Menschenhändler.

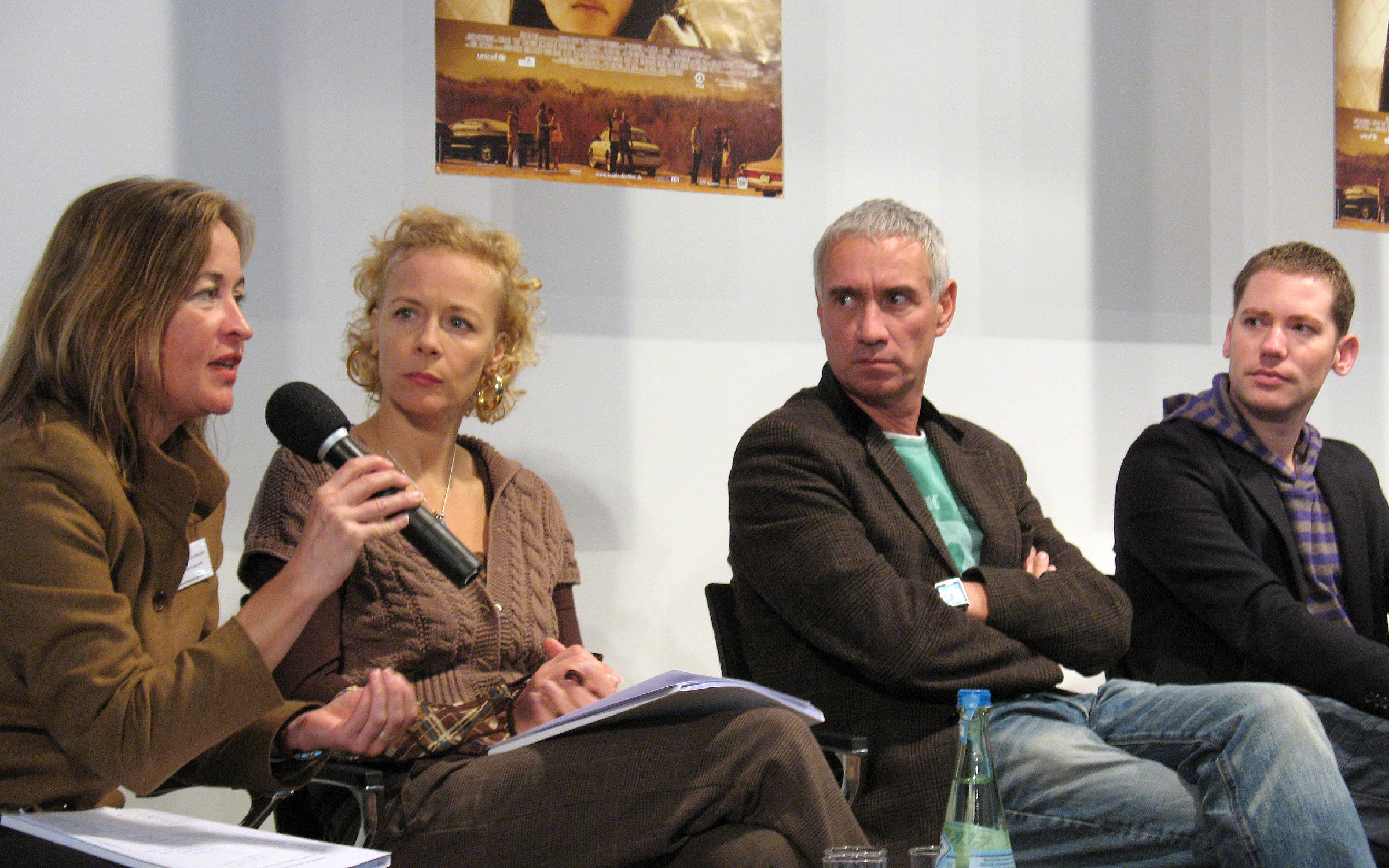
Ute Kretschmann (Plan International: Prävention), Katja Riemann (UNICEF-Patin: Kinderprostitution), Roland Emmerich (Produzent), Marco Kreuzpaintner (Regisseur) bei der Pressekonferenz zur deutschen Filmpremiere Trade (v. l. n. r.)

## Hintergrund
Der Film basiert auf dem Artikel „The Girls Next Door“ des Journalisten Peter Landesman, der am 25. Januar 2004 im New York Times Magazine erschien. Der Artikel (und speziell die darin angegebene Zahl von „vielleicht Zehntausenden“ von Mädchen, Frauen und Jungen, die gegen ihren Willen in den USA als Sexsklaven festgehalten würden) wurde am selben Tag vom Blogger Daniel Radosh heftig kritisiert, woraufhin Landesman mit juristischen Schritten drohte. Eine Reihe von Artikeln von Jack Shafer in Slate beschäftigte sich mit der Kontroverse und den Fakten des Artikels sowie mit der rechtlichen Stellung und Verantwortung von Blogs.

## Kritiken
Die Kritiken zu Trade fielen gemischt aus. Das Lexikon des Internationalen Films urteilt: „Ein Film über erschreckende Zustände, der sein Thema aber nicht auslotet und zu sehr an der Oberfläche verbleibt.“
Der Filmkritiker Welf Lindner schreibt zudem: „Soziale oder politische Aspekte, die das Thema der Menschensklaverei näher hätten beleuchten können, werden zugunsten eines vereinfachenden und emotionalisierenden Genremixes aus Thriller- und Melodramelementen weitgehend aufgegeben“, und weist auf die teils unzusammenhängende Erzählung sowie die mangelnde Authentizität hin.
In der IMDB erhält der Film 7,5 von 10 möglichen Punkten, wird aber im Kritikerspiegel nur mit 42 von 100 bewertet.

## Auszeichnungen
- 2007: Hessischer Filmpreis in der Kategorie Cinema for Peace Special Award
- 2008: Deutscher Filmpreis in der Kategorie Beste Tongestaltung
- Die Deutsche Film- und Medienbewertung FBW in Wiesbaden verlieh dem Film das Prädikat besonders wertvoll.